# Idiofa
Idiofa est une localité chef-lieu du territoire éponyme dans la province du Kwilu en république démocratique du Congo.

## Géographie
Elle est située sur la route nationale RN 20 à 495 km au sud-est du chef-lieu provincial Kwilu.

## Histoire
Idiofa a été créé sur le site du village Idiofa peu avant la fin des années 1800 afin d’offrir une main d’œuvre à l’administration coloniale et à l'église. En effet, Idiofa tire son origine de la déformation du nom Eliob, Iloip ou Elio-Dio, lequel signifie village à problèmes. D’après le récit, il s'avère probable que c’est en raison des nombreuses guerres inter-ethniques, voire conflits inter-claniques qui s’y sont déroulées.
Il s’agit du conflit du groupement Ambuun-Lubwe entre Mbimbi et Kilutu, deux chefs de groupement autochtones dont la guerre aboutit par la victoire du chef Kilutu entre 1903-1910. Ainsi, préféra-t-il octroyer un lopin de terre aux Belges (colons) afin d’obtenir leur appui et, probablement, d’autres faveurs. C’est alors qu’il céda la concession située à proximité de la Compagnie du Congo Belge [CCB en sigle]. Comme on peut s’en douter, la présence des Belges attira maints indigènes à Idiofa pour trouver un emploi et s’adapter au style de vie européen.
Ainsi, en dehors de nombreux quartiers qui avaient vu le jour à l'époque, la cité était au départ le rassemblement de deux villages environnants : Idiofa-village et Mandeng. Il s'agissait du camp des enseignants, le camp militaire, le camp commis, la zone territoriale, la mission, c’est-à-dire les écoles primaires Centrales des filles et des garçons, l’hôpital, la procure, le collège Notre-Dame et la concession de CCB.
La charpente de la cité a été vite mise en place par l’administration coloniale avec autant d’institutions à l’époque : églises, hôpital et dispensaire, écoles, stade, marché, tribunal, prison, aérodrome et tant d’autres. Plus tard, les particuliers qui avaient la possibilité et des bonnes intentions ont aussi participé à la naissance d’un centre commercial où on trouvait magasins, pharmacies, alimentations, hôtels, restaurants, bars, qui donneront enfin le sens à la structure d’une cité digne au fil du temps.
À l'époque, seul l’État se réservait le loisir de distribuer des parcelles aux habitants, par le truchement de l’autorité territoriale responsable du centre. Voilà pourquoi, à la longue, la cité d’Idiofa devint une entité autonome au même titre que les différents secteurs du territoire d’Idiofa.

## Administration
La localité a le statut de commune rurale de moins de 80 000 électeurs, elle compte 7 conseillers municipaux en 2019. La ville-cité d’Idiofa est la réunion de sept quartiers ( Minampala, N’Gompos, Mapela I, Mapela II, Ebaa, Zaïre (actuellement Congo) ainsi que Mobutu, plus Idiofa-village jadis autonomes. Sans doute, d’autres quartiers sont nés à la suite de l’agrandissent de la ville.

## Société
Avec sa cathédrale Saint-Kizito d'Idiofa, la ville est le siège du diocèse catholique d'Idiofa. Érigé en 1959 sous le nom de diocèse d'Ipamu, le siège épiscopal est transféré à Idiofa en 1960, il dépend de l'Archidiocèse de Kinshasa. La ville compte trois paroisses catholiques, Saint-Kizito (1949), Bienheureuse Anuarite Manding (1984), Saint-Charles Lwanga (1985), et trois sous-paroisses L'Aumônerie militaire Saint-Ignace (1995), Saint Mukasa de Nto-Luzingu et Saint Joseph d’Idiofa Bala-bala.

## Population
Les habitants d’Idiofa sont appelés « Fadiolais (ses) », une attribution qui puise sa source dans le pseudonyme Fadio.
Le dernier recensement de la population date de 1984,.
| 2004   | 2012   |
| ------ | ------ |
| 50 761 | 61 056 |

## Éducation
La cité compte 8 instituts supérieurs et une université.
- Université technologique du Congo-Idiofa, UTC.
- Institut supérieur pédagogique, ISP

## L'Économie
Elle est constituée essentiellement de l'élevage et agriculture.